# 後藤忠彦
後藤 忠彦（ごとう ただひこ、1935年（昭和10年）12月25日 - ）は、日本の教育学者、教育工学専攻。岐阜県出身。岐阜大学教育学部卒。愛知県一宮高等学校教諭、岐阜大学助手を経て、岐阜大学教育学部付属カリキュラム開発研究センター助教授、同教授を歴任。岐阜大学名誉教授。退官後、岐阜女子大学に移り、同女子大学副学長、岐阜女子大学文化情報研究センター長。2019年、瑞宝中綬章受章。
遠隔教育、教育情報システム、地域情報システムの構築などを専門とする。日本教育情報学会理事、日本教育情報学会情報部会代表、日本教育工学会理事などを歴任。

## 主要な著書
- 『学校におけるコンピュータの教育利用』日本教育新聞社出版局　1985年
- 『ビデオディスク・パソコン・教育』デックス　1985年
- 『コンピュータと教育情報システム』東京書籍　1986年
- 『学習指導とコンピュータ』日本教育新聞社出版局　1987年
- 『マルチメディアで教育が変わる1』富士通経営研修所　1993年
- 『マルチメディアで教育が変わる2』富士通経営研修所　1994年
- 『デジタル・アーキビスト概論』（谷口知司と共著）日本文教出版　2006年